# Glochidion lanceolatum
Glochidion lanceolatum är en emblikaväxtart som beskrevs av Bunzo Hayata. Glochidion lanceolatum ingår i släktet Glochidion och familjen emblikaväxter. Inga underarter finns listade i Catalogue of Life.